# Caba (La Union)
Caba ist eine Stadtgemeinde in der philippinischen Provinz La Union und liegt am Südchinesischen Meer. Caba hat eine flache Küste, doch einen halben Kilometer landeinwärts fängt das Gebiet an hügelig zu werden. Die Höhen schwanken hier zwischen 50 und 272 Meter. Der 241 Meter hohe Mount Magabang ist der auffälligste Berg der Gegend. Caba wird außerdem vom Aringay River durchquert und besitzt mehrere Strände.
Caba ist in folgende 17 Baranggays aufgeteilt:
| - Bautista - Gana - Juan Cartas - Las-ud - Liquicia - Poblacion Norte - Poblacion Sur - San Carlos - San Cornelio | - San Fermin - San Gregorio - San Jose - Santiago Norte - Santiago Sur - Sobredillo - Urayong - Wenceslao |